# Ramefort
Ramefort est une ancienne commune de la Haute-Garonne. Créée en 1790, elle est issue du démembrement d'une partie de la commune de Cassagnabère.
Durant la Révolution, la commune porta le nom de Rame-Libre.
En 1825, Ramefort fut dissoute, et son territoire fut partagé entre les communes de Aurignac, Boussan, Saint-André et la nouvelle commune de Cassagnabère-et-Ramefort.